# 蒂氏鮡
蒂氏鮡，為輻鰭魚綱鯰形目鮡科的其中一種，為熱帶淡水魚類，分布於亞洲中國四川省清漪江上游流域，棲息在底層水域，生活習性不明。